# Giải bóng đá A1 toàn quốc 1980
Giải bóng đá A1 toàn quốc 1980 là giải bóng đá A1 toàn quốc lần đầu tiên được tổ chức sau ngày thống nhất đất nước, diễn ra từ ngày 3 tháng 2 đến ngày 1 tháng 5 năm 1980. 18 đội bóng đã tham dự giải đấu (8 đội từ giải Hồng Hà ở miền Bắc, 2 đội từ giải Trường Sơn ở miền Trung và 8 đội từ giải Cửu Long ở miền Nam), trừ câu lạc bộ Quân đội xin rút lui.

## Thể thức
Giải đấu bao gồm hai giai đoạn:
- Vòng bảng: 17 đội bóng được chia làm 3 bảng, thi đấu vòng tròn hai lượt. Đội đứng đầu mỗi bảng lọt vào vòng chung kết, đội xếp cuối bảng sẽ phải xuống hạng.
- Vòng chung kết: 3 đội đứng đầu từ ba bảng thi đấu vòng tròn một lượt, đội có nhiều điểm nhất là đội vô địch.

## Vòng bảng

### Bảng A
| VT | Đội                   | ST | T | H | B | BT | BB | HS  | Đ  | Giành quyền tham dự hoặc xuống hạng |
| -- | --------------------- | -- | - | - | - | -- | -- | --- | -- | ----------------------------------- |
| 1  | Công an Hà Nội        | 10 | 7 | 2 | 1 | 24 | 7  | +17 | 16 | Lọt vào vòng chung kết              |
| 2  | Quân khu 3            | 10 | 6 | 3 | 1 | 15 | 7  | +8  | 15 |                                     |
| 3  | Cảng Sài Gòn          | 10 | 3 | 4 | 3 | 13 | 12 | +1  | 10 |                                     |
| 4  | Công nhân Nghĩa Bình  | 10 | 2 | 5 | 3 | 11 | 16 | −5  | 9  |                                     |
| 5  | Công nghiệp Thực phẩm | 10 | 3 | 2 | 5 | 16 | 14 | +2  | 8  |                                     |
| 6  | Tiền Giang            | 10 | 0 | 2 | 8 | 8  | 31 | −23 | 2  | Xuống hạng                          |

| Nhà \ Khách           | CÔN | QK3 | CSG | CNB | CTP | TGI |
| --------------------- | --- | --- | --- | --- | --- | --- |
| Công an Hà Nội        | —   | 0–0 | 4–0 | 3–0 | 1–0 | 4–2 |
| Quân khu 3            | 1–0 | —   | 1–1 | 3–2 | 3–1 | 1–0 |
| Cảng Sài Gòn          | 1–1 | 0–0 | —   | 2–2 | 2–0 | 2–0 |
| Công nhân Nghĩa Bình  | 0–3 | 2–1 | 1–0 | —   | 2–2 | 0–0 |
| Công nghiệp Thực phẩm | 0–1 | 0–1 | 2–1 | 2–2 | —   | 4–0 |
| Tiền Giang            | 3–7 | 1–4 | 1–4 | 0–0 | 1–5 | —   |

### Bảng B
| VT | Đội                                  | ST | T | H | B | BT | BB | HS | Đ  | Giành quyền tham dự hoặc xuống hạng |
| -- | ------------------------------------ | -- | - | - | - | -- | -- | -- | -- | ----------------------------------- |
| 1  | Tổng cục Đường sắt                   | 10 | 5 | 5 | 0 | 12 | 5  | +7 | 15 | Lọt vào vòng chung kết              |
| 2  | Phòng không                          | 10 | 3 | 5 | 2 | 8  | 8  | 0  | 11 |                                     |
| 3  | Sở Công nghiệp Thành phố Hồ Chí Minh | 10 | 2 | 5 | 3 | 12 | 11 | +1 | 9  |                                     |
| 4  | Cảng Hải Phòng                       | 10 | 0 | 9 | 1 | 10 | 11 | −1 | 9  |                                     |
| 5  | Tây Ninh                             | 10 | 2 | 4 | 4 | 7  | 9  | −2 | 8  |                                     |
| 6  | An Giang                             | 10 | 2 | 4 | 4 | 7  | 12 | −5 | 8  | Xuống hạng                          |

| Nhà \ Khách                          | TÔN | PKH | SCT | CHP | TNI | AGI |
| ------------------------------------ | --- | --- | --- | --- | --- | --- |
| Tổng cục Đường sắt                   | —   | 2–0 | 1–1 | 1–0 | 1–1 | 2–0 |
| Phòng không                          | 1–1 | —   | 1–0 | 2–2 | 1–0 | 0–0 |
| Sở Công nghiệp Thành phố Hồ Chí Minh | 1–2 | 0–0 | —   | 2–2 | 1–0 | 0–1 |
| Cảng Hải Phòng                       | 0–0 | 1–1 | 2–2 | —   | 1–1 | 0–0 |
| Tây Ninh                             | 0–1 | 0–1 | 1–1 | 1–1 | —   | 1–0 |
| An Giang                             | 1–1 | 2–1 | 1–4 | 1–1 | 1–2 | —   |

### Bảng C
| VT | Đội                          | ST | T | H | B | BT | BB | HS  | Đ  | Giành quyền tham dự hoặc xuống hạng |
| -- | ---------------------------- | -- | - | - | - | -- | -- | --- | -- | ----------------------------------- |
| 1  | Hải Quan                     | 8  | 5 | 2 | 1 | 12 | 3  | +9  | 12 | Lọt vào vòng chung kết              |
| 2  | Quân khu Thủ đô              | 8  | 3 | 3 | 2 | 9  | 5  | +4  | 9  |                                     |
| 3  | Công nhân Xây dựng Hải Phòng | 8  | 3 | 2 | 3 | 5  | 5  | 0   | 8  |                                     |
| 4  | Phú Khánh                    | 8  | 2 | 3 | 3 | 8  | 11 | −3  | 7  |                                     |
| 5  | Đồng Tháp                    | 8  | 1 | 2 | 5 | 4  | 14 | −10 | 4  | Xuống hạng                          |

| Nhà \ Khách                  | HQU | QUA | XDH | KHO | DTH |
| ---------------------------- | --- | --- | --- | --- | --- |
| Hải Quan                     | —   | 0–0 | 2–1 | 0–1 | 3–0 |
| Quân khu Thủ đô              | 1–1 | —   | 0–1 | 1–1 | 2–0 |
| Công nhân Xây dựng Hải Phòng | 0–1 | 0–1 | —   | 1–0 | 1–0 |
| Phú Khánh                    | 0–3 | 2–1 | 1–1 | —   | 3–3 |
| Đồng Tháp                    | 0–2 | 0–3 | 0–0 | 1–0 | —   |

## Vòng chung kết
| VT | Đội                    | ST | T | H | B | BT | BB | HS | Đ |
| -- | ---------------------- | -- | - | - | - | -- | -- | -- | - |
| 1  | Tổng cục Đường sắt (C) | 2  | 2 | 0 | 0 | 3  | 1  | +2 | 4 |
| 2  | Công an Hà Nội         | 2  | 1 | 0 | 1 | 3  | 3  | 0  | 2 |
| 3  | Hải Quan               | 2  | 0 | 0 | 2 | 1  | 3  | −2 | 0 |

|                    |     |                |  |
| Tổng cục Đường sắt | 1–0 | Hải Quan       |  |
| Công an Hà Nội     | 2–1 | Hải Quan       |  |
| Tổng cục Đường sắt | 2–1 | Công an Hà Nội |  |

| Vô địch Giải bóng đá A1 toàn quốc 1980 |
| -------------------------------------- |
| Tổng cục Đường sắt Lần thứ nhất        |